# Пітер Пен (фільм, 1987)
«Пітер Пен» (рос. «Питер Пэн») — білоруський радянський художній фільм 1987 року режисера Леоніда Нечаєва за мотивами казкової повісті англійського письменника Джеймса Метью Баррі «Пітер Пен і Венді».

## Сюжет
Далеко в морі знаходиться острів Немаінебуде, де живуть втрачені хлопчаки, очолювані Пітером Пеном. Острів чудес, де є все, про що тільки можуть мріяти маленькі шибеники: гори і море, індіанці, русалки, пірати, справжні друзі і справжні вороги…

## У ролях
- Сергій Власов
- Олена Попкова
- Денис Зайцев
- Євген Булат
- Олександр Трофімов
- Лембіт Ульфсак
- Катя Черченко
- Максим Турчак
- Кирило Лавор
- Федя Сурганов
- Ваня Кашутін
- Саша Воскобойник
- Юра Воскобойник
- Анатолій Рудаков
- Станіслав Соколов
- Георгій Штиль
- Олександр Назаров
- Олександр Денисов
- Марина Савічева
- Гасан Мамедов

## Творча група
- Сценарій: Олена Баринова
- Режисер: Леонід Нечаєв
- Оператор: Анатолій Калашников
- Композитор: Ігор Єфремов